# Узьигум
Узьигу́м (з удмуртської мови стебло рослини) — удмуртський народний музичний інструмент естетичного призначення, схожий на чипчирган чи сопілку. Спочатку цей інструмент був жрецьким, але пізніше став простою іграшкою для дітей.
Узьигум виготовляється у вигляді поздовжньої дерев'яної флейти з дудником, який має свистковий виріз; але без ігрових отворів, як у чипчиргана. Довжина сопілки приблизно 50-100 см. Виготовляється із стебел зонтичних рослин.
Звук утворюється шляхом вдування повітря в отвір. При грі узьигум тримають вертикально, підносячи губи до косого зрізу та регулюючи висоту звуку губним апаратом та перекриттям пальцями правої руки нижнього вихідного отвору. Гра на узьигумі потребує вмілого володіння губним апаратом. Характер звуку — флейтовий, світлий, із свистячим та шиплячим ефектом.